# Mahagonigewächse
Die Mahagonigewächse (Meliaceae), auch Zedrachgewächse genannt, sind eine Pflanzenfamilie in der Ordnung der Seifenbaumartigen (Sapindales). Die 48 bis 50 Gattungen mit etwa 1400 Arten sind hauptsächlich in den Tropen verbreitet.

## Beschreibung

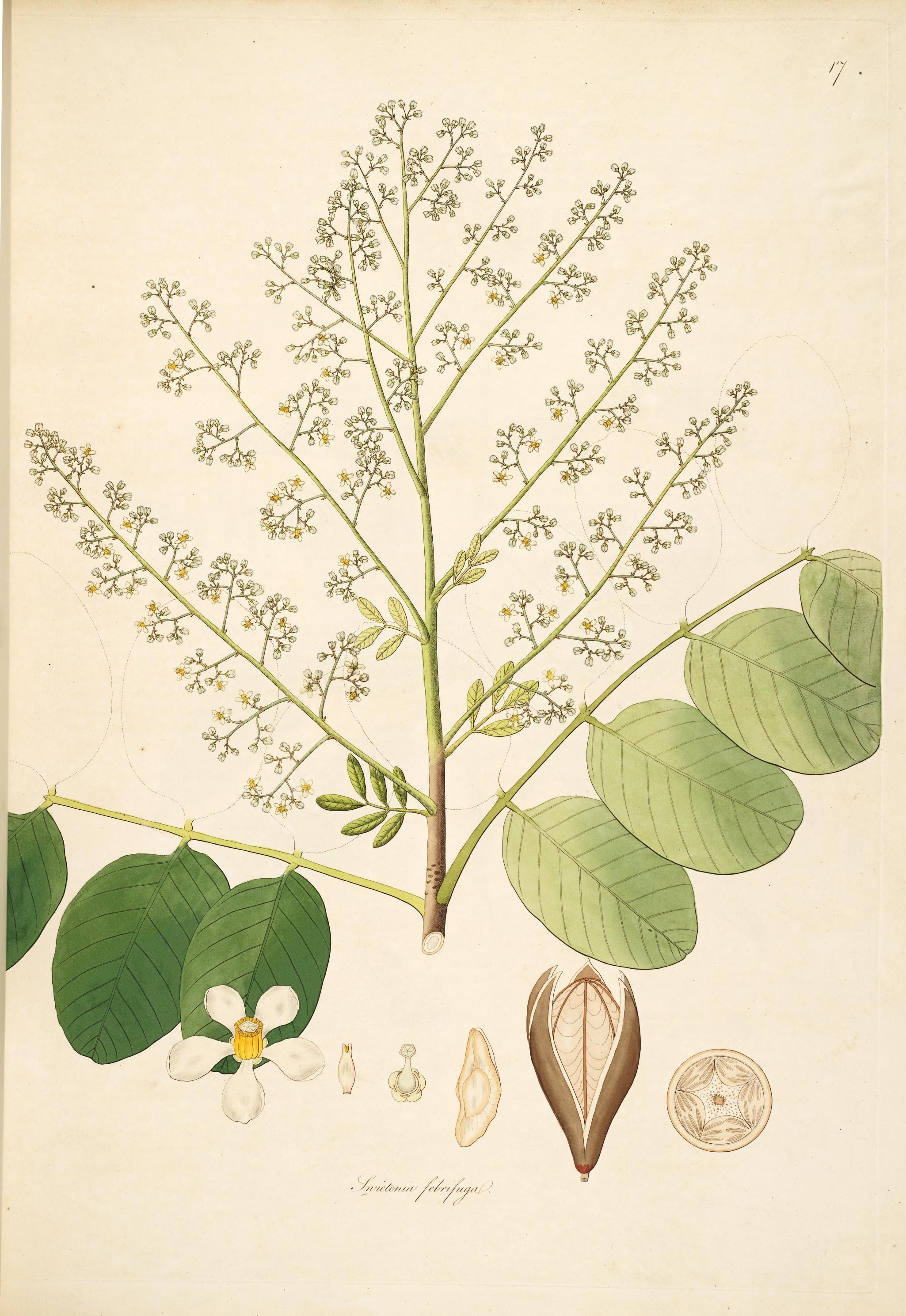
Illustration aus Plants of the coast of Coromandel Coast Tamil Nadu Andhra Pradesh India Flora Fruits Flowers von Soymida febrifuga

### Vegetative Merkmale
Es sind vorwiegend Bäume und Sträucher, es gibt aber auch krautige Pflanzen. 
Die sehr selten gegenständig, meist wechselständig und spiralig angeordneten Laubblätter sind meist zusammengesetzt. Die Fiederblätter sind gegenständig bis wechselständig an der Blattrhachis angeordnet. Die Ränder der Fiederblätter sind meist glatt, selten gelappt oder gesägt. Nebenblätter fehlen.

### Generative Merkmale
Sie sind meist zweihäusig getrenntgeschlechtig (diözisch) oder weniger oft einhäusig getrenntgeschlechtig (monözisch). Die Blüten stehen in seitenständigen Blütenständen zusammen; meist haben sie die Form von Thyrsen, selten sind sie traubig oder ährig.
Die eingeschlechtigen Blüten besitzen eine doppelte Blütenhülle (Perianth). Der drei bis sechs Kelchblätter sind frei oder röhrig bis becherförmig verwachsen. Es sind meist vier oder fünf, selten drei, sechs oder mehr, Kronblätter vorhanden. Es sind meist drei bis zehn oder mehr Staubblätter vorhanden; sie sind meist zu einer Röhre verwachsen, bei Cedrela und Toona sind die Staubblätter frei. Zwei bis fünf, selten mehr, Fruchtblätter sind zu einem Fruchtknoten verwachsen mit einer bis vielen Samenanlagen je Fruchtknotenkammen. Der Griffel endet in einer scheibenförmigen bis kopfigen Narbe; selten fehlt der Griffel, die Narbe sitzt also auf dem Fruchtknoten. 
Als Früchte werden trockene Beeren (bei einigen Aglaia sect. Aglaia), Kapselfrüchte oder selten Steinfrüchte ausgebildet. Die Samen sind geflügelt oder sind ganz oder teilweise von einem fleischigen Arillus oder Sarkotesta umgeben. Das Endosperm ist fleischig oder fehlt.

## Systematik und Verbreitung
Die Familie Meliaceae wurde 1789 durch Antoine Laurent de Jussieu in Genera Plantarum, Seite 263 unter dem Namen „Meliae“ aufgestellt. Typusgattung ist Melia L.
Die Familie Meliaceae wird in zwei Unterfamilien und in Tribus gegliedert.
Die Familie Meliaceae umfasst 48 bis 50 Gattungen mit etwa 700 Arten, die hauptsächlich in den Tropen verbreitet sind:

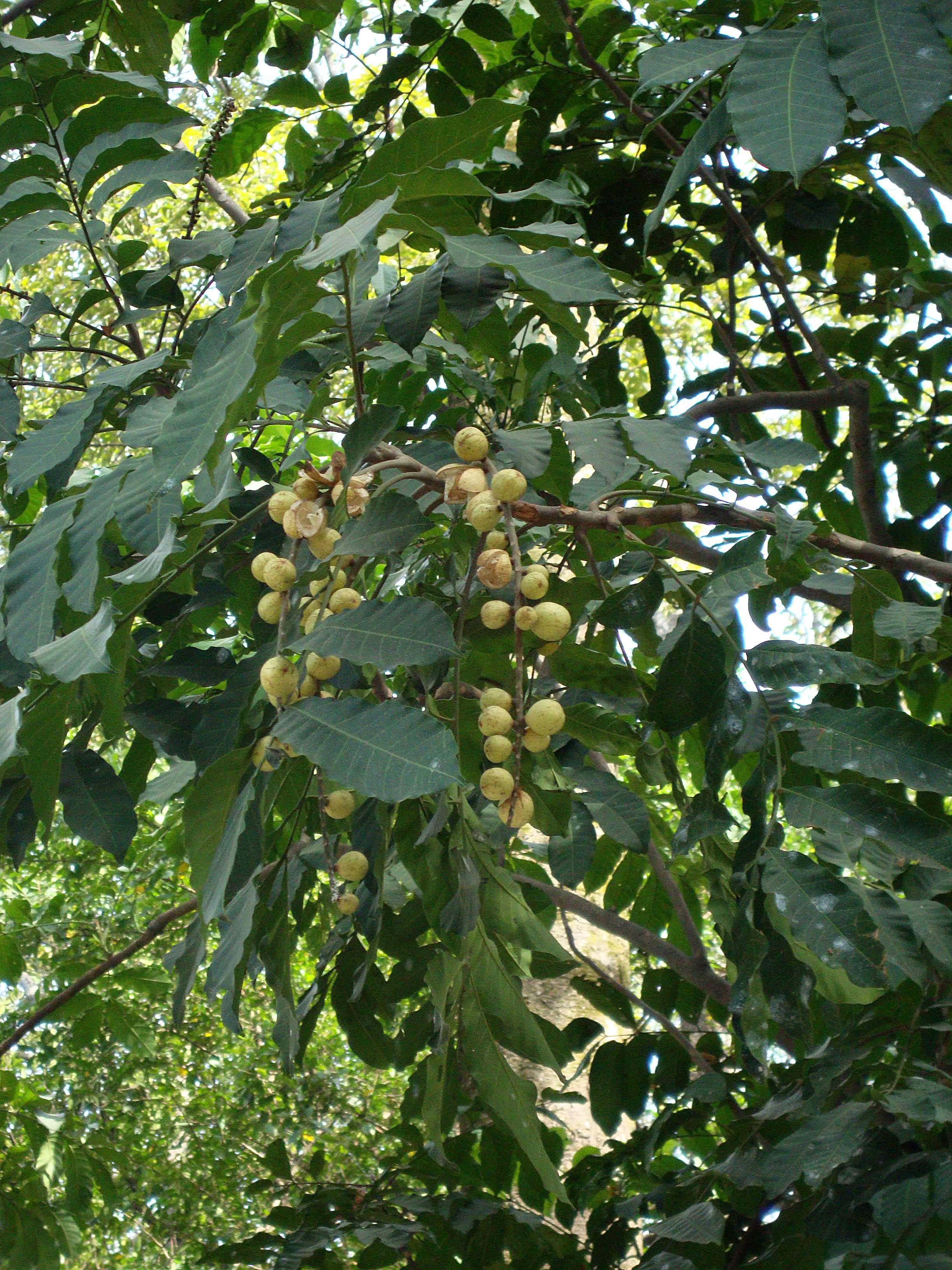
Laubblätter und Früchte von Aphanamixis polystachya

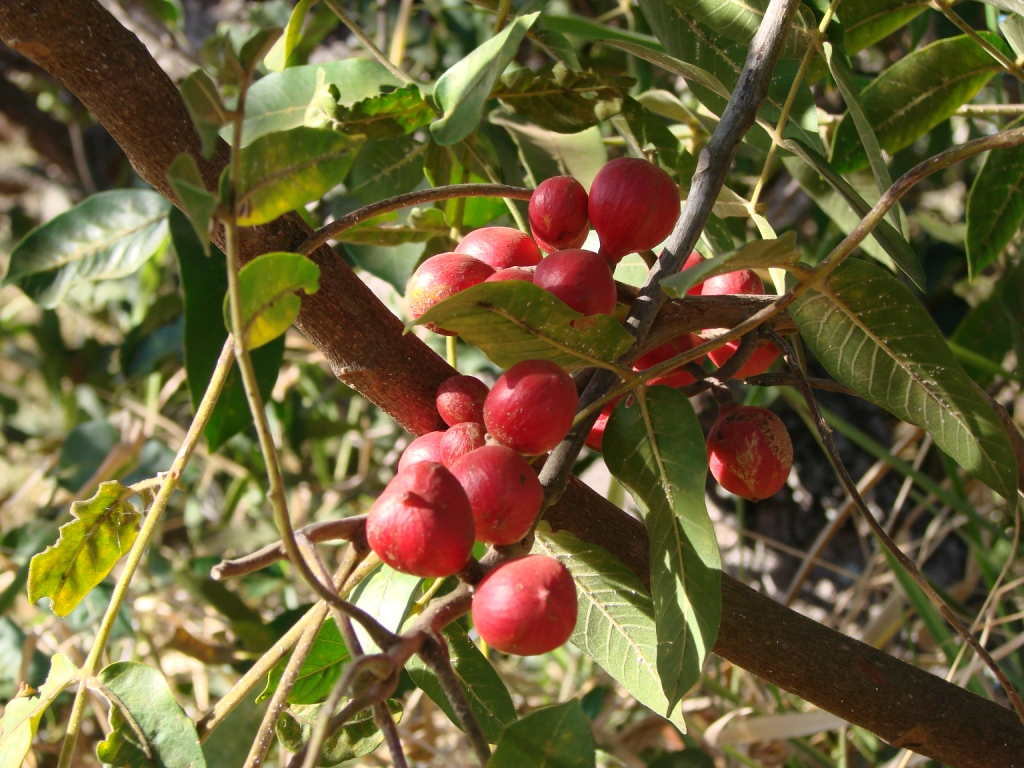
Laubblätter und Früchte von Cabralea canjerana

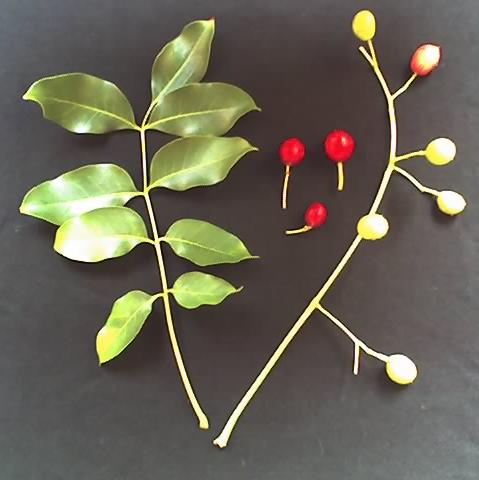
Laubblatt und Früchte von Ekebergia capensis

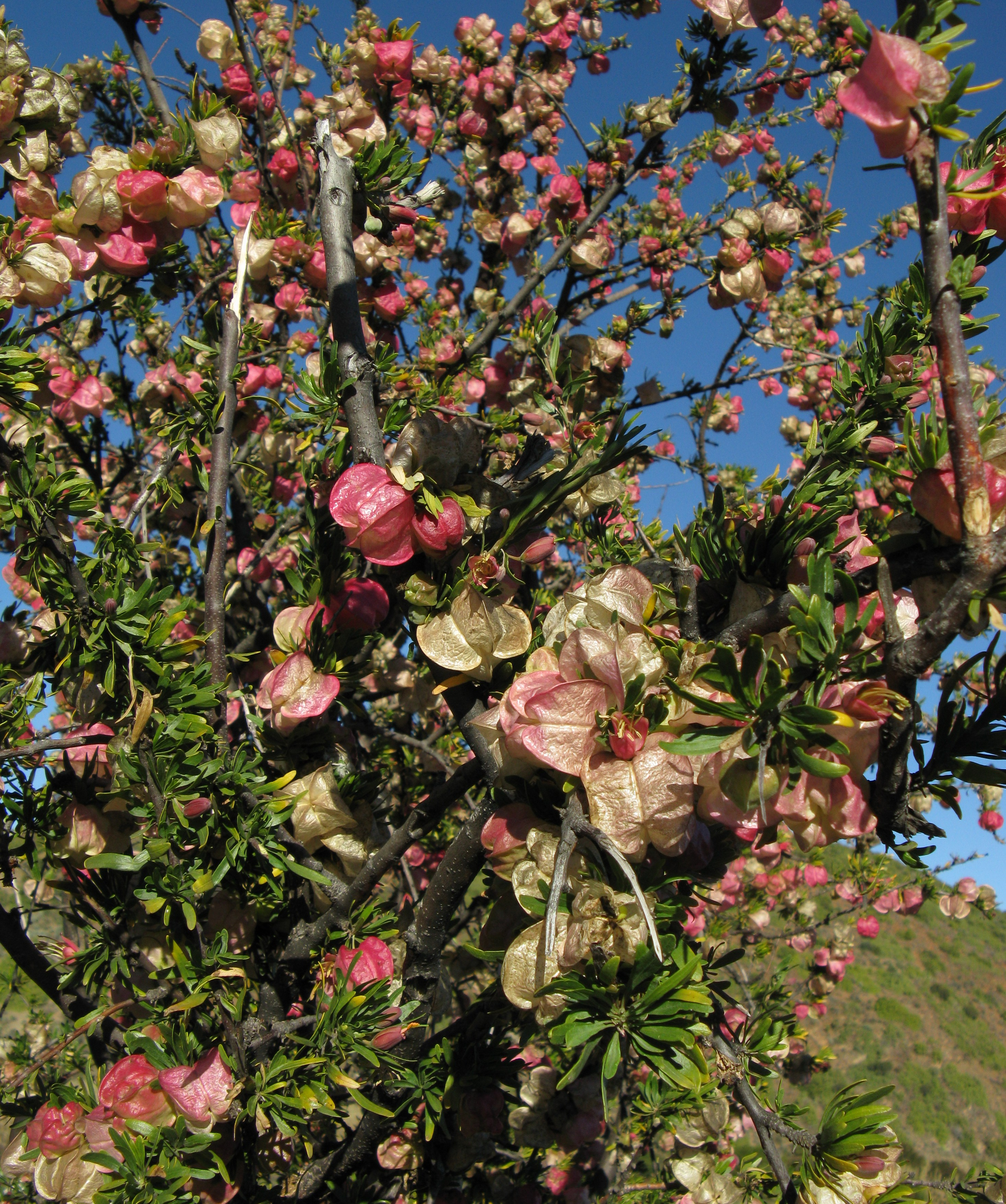
Früchte von Nymania capensis

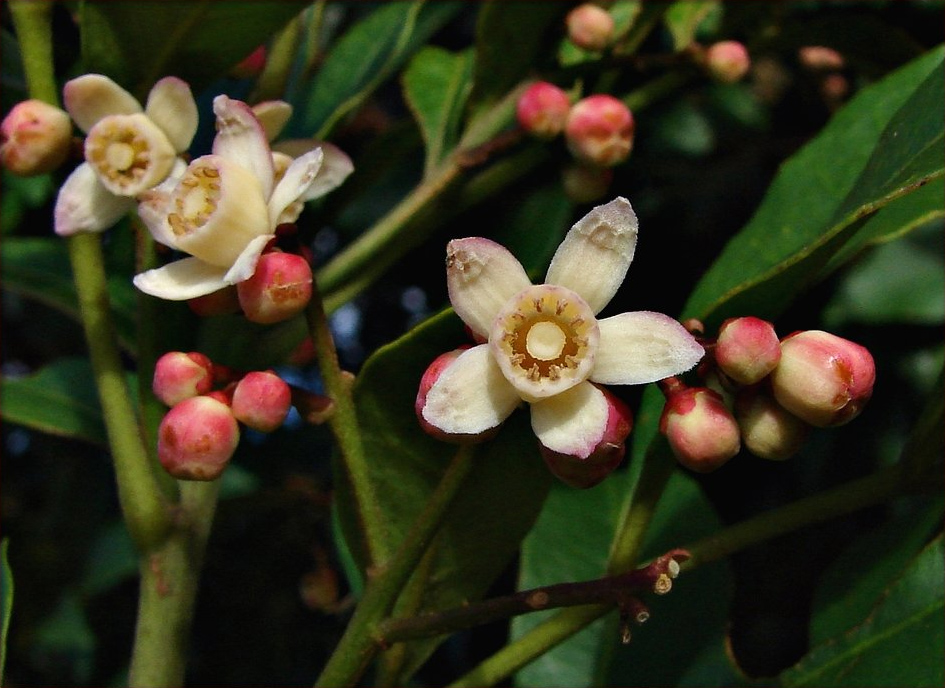
Blüten von Synoum glandulosum

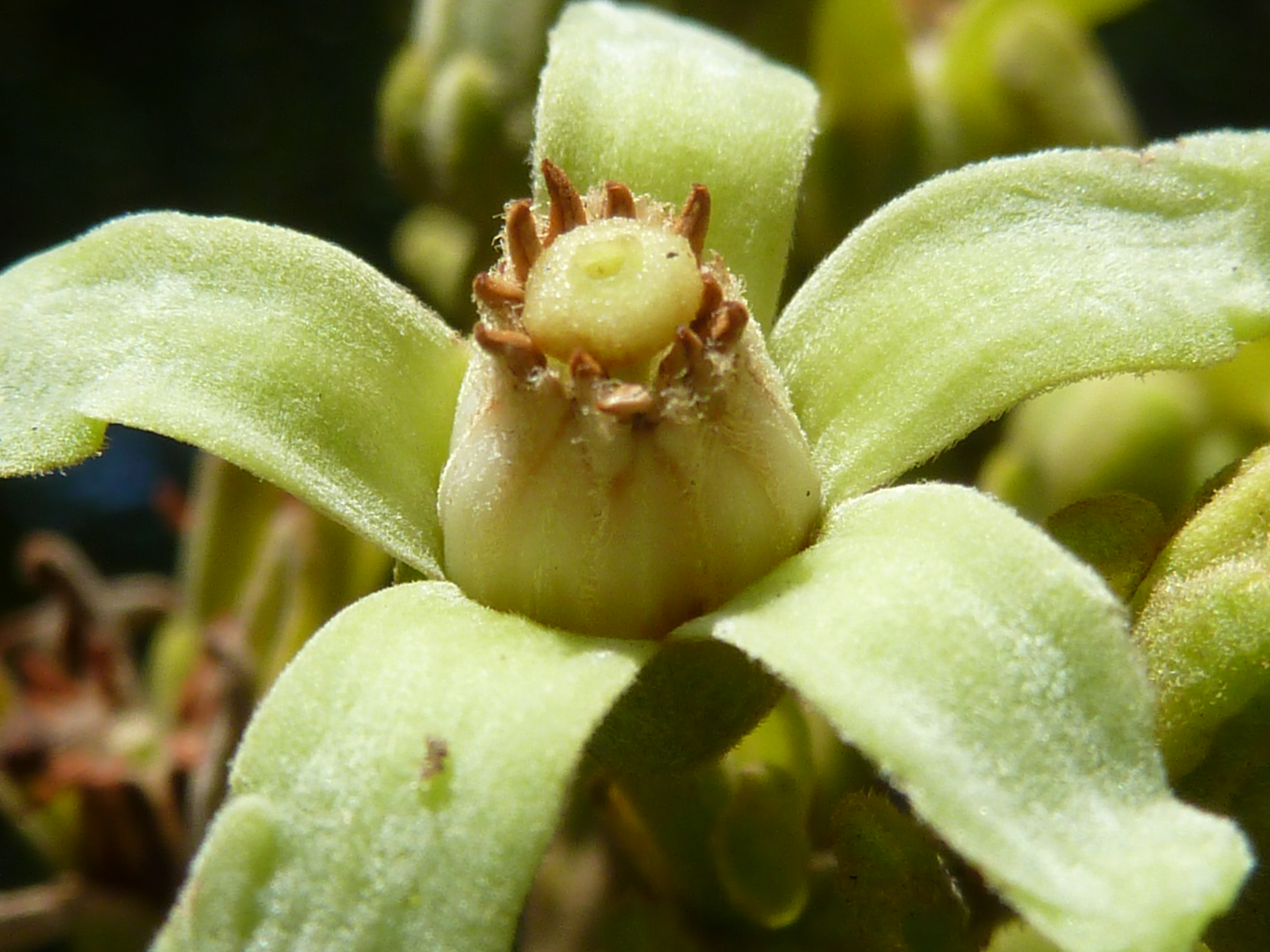
Blüte von Trichilia emetica

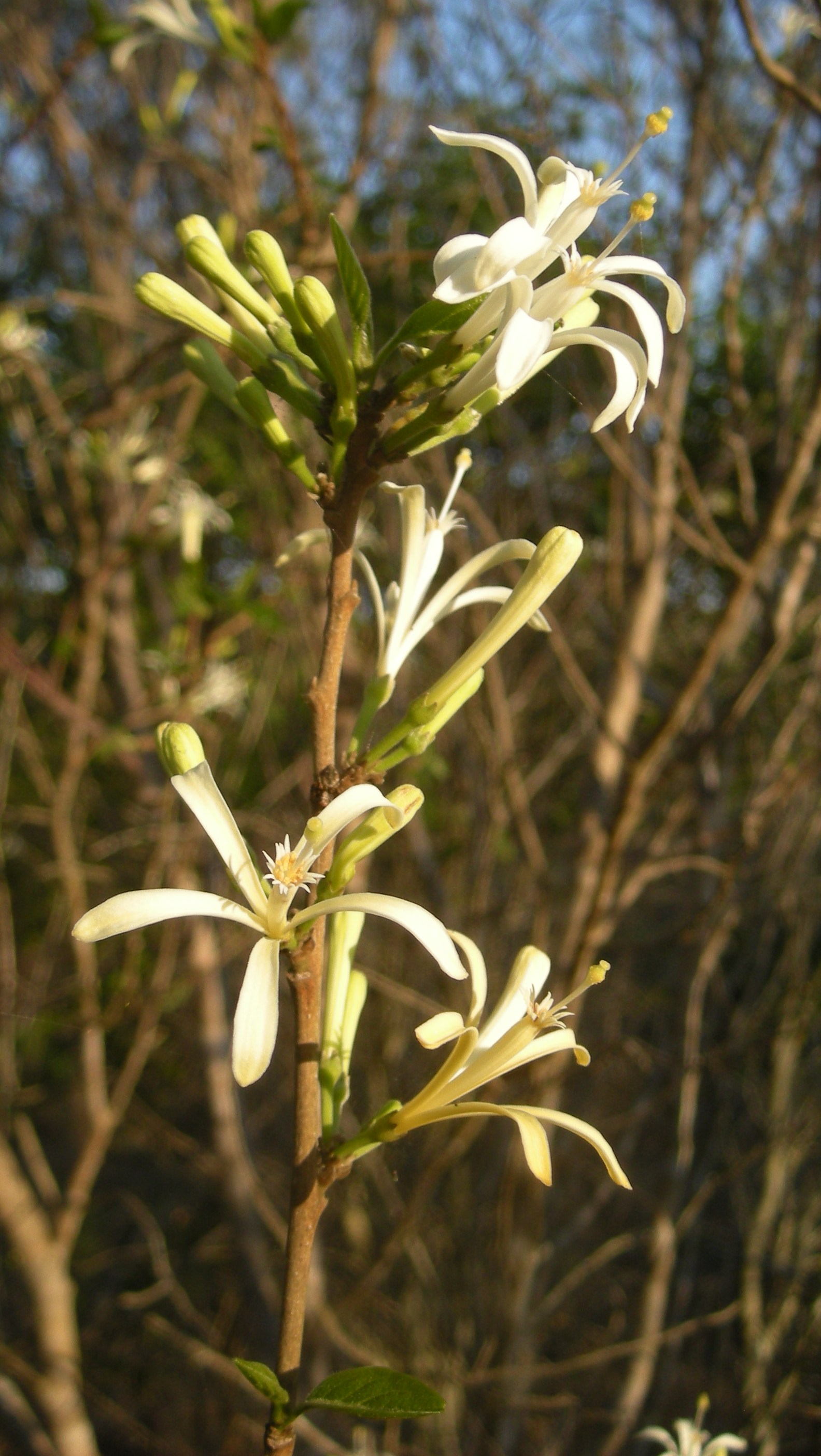
Blüten von Turraea pubescens

- Aglaia Lour. s. l. (Syn.: Lansium Corrêa, Reinwardtiodendron Koord.): Die etwa 127 Arten sind im tropischen bis subtropischen Asien, im tropischen Australien und auf pazifischen Inseln verbreitet.[6]
- Anthocarapa Pierre: Die ein oder zwei Arten kommen vom östlichen Malesien bis zu den westlichen pazifischen Inseln vor[6][7], wohl nur:
  - Anthocarapa nitidula (Benth.) T.D.Penn. ex Mabb.: Sie kommt in Malesien, in Australien und auf westlichen pazifischen Inseln vor.
- Aphanamixis Blume s. str.: Die etwa drei Arten kommen im tropischen Asien und auf pazifischen Inseln vor. Sie wird wohl um zwei Arten erweitert.[6]

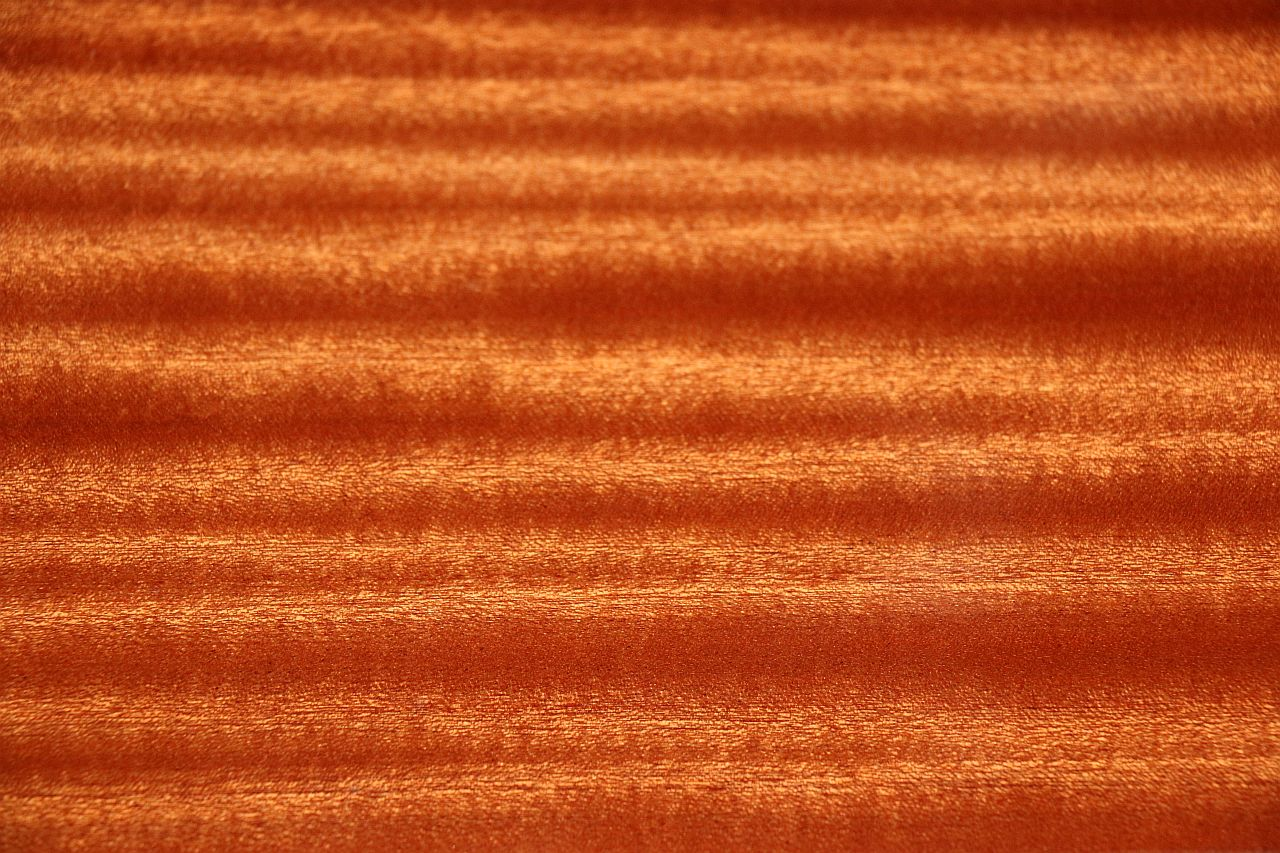
Mahagonifurnier hochglanzlackiert

- Astrotrichilia (Harms) T.D.Penn. & Styles: Sie enthält etwa zwölf Arten kommen nur auf Madagaskar vor.[8][6]
- Azadirachta A.Juss.: Sie enthält nur zwei Arten:[6]
  - Azadirachta excelsa (Jack) M.Jacobs: Sie kommt von Sumatra bis Neuguinea vor.[6]
  - Niembaum (Azadirachta indica A.Juss., Syn.: Melia azadirachta L., Antelaea azadirachta (L.) Adelb.): Er ist weitverbreitet, aber stammt ursprünglich wohl aus Myanmar.[6]
- Cabralea A.Juss. (Es wird diskutiert sie um bis zu acht Dysoxylum-Arten zu erweitern.[6]): Sie enthält s. str. nur eine Art:[6]
  - Cabralea canjerana (Vell.) Mart.: Sie ist in der Neotropis verbreitet.[9]
- Calodecaryia J.-F.Leroy: Die nur zwei Arten kommen nur in Madagaskar vor.[8]
- Capuronianthus J.-F.Leroy: Die nur zwei Arten kommen in Madagaskar vor.[8][6]
- Carapa Aubl.: Die etwa 12 oder mehr Arten sind in der Neotropis und in West- und Zentralafrika verbreitet.[9][10]
  - Carapa guianensis Aubl.: Aus dem nördlicheren Südamerika bis Mittelamerika und der Karibik.
- Cedrela P.Browne: Die etwa 19 Arten sind in der Neotropis verbreitet, das Zentrum der Artenvielfalt sind die Anden.[6] Beispielsweise:
  - Westindische Zedrele (Cedrela odorata L.): Aus Mexiko, Mittelamerika und tropisches Südamerika.
- Chisocheton Blume: Die etwa 53 Arten kommen im tropischen Asien und auf den westlichen pazifischen Inseln vor.[6]
- Chukrasia A.Juss.: Sie enthält nur eine Art:[6]
  - Chukrasia tabularis A.Juss.: Sie kommt in Sri Lanka, Indien, Bhutan, Nepal, Laos, Thailand, Vietnam, China, Indonesien und Malaysia vor.[6]
- Cipadessa Blume: Sie enthält nur eine Art:
  - Cipadessa baccifera (Roth) Miq.: Sie kommt in Sri Lanka, Indien, Bhutan, Nepal, Laos, Thailand, Vietnam, südliche China, Indonesien, Malaiische Halbinsel und im nördlichen Sumatra sowie südwestlichen Borneo vor.[6][1]
- Dysoxylum Blume: Die 70 bis 80 Arten sind im tropischen Asien im tropischen sowie subtropischen Australien, Neuseeland und auf pazifischen Inseln verbreitet. In Australien kommen 14 Arten vor, drei davon nur dort.[7] In China gibt es elf Arten, eine davon nur dort. Der Umfang dieser Gattung wird noch kontrovers diskutiert.[6]
  - Dysoxylum alliaceum (Blume) Blume: Südostasien bis ins nordöstliche Australien und auf die Salomonen.
- Ekebergia Sparrm.: Die nur drei Arten kommen vom tropischen bis ins südliche Afrika (vom Senegal bis Südafrika) vor.[6]
  - Ekebergia capensis Sparrm.: West-, Zentral-, Ostafrika bis in südliche Afrika
- Entandrophragma C.DC.: Die etwa elf Arten sind in Afrika von Sierra Leone bis Südafrika verbreitet.[6]
- Guarea F.Allam.: Die etwa 69 Arten sind in der Neotropis vom nordwestlichen Mexiko über Zentralamerika und Karibische Inseln bis ins nördliche Argentinien verbreitet.[6]
- Heckeldora Pierre: Die etwa sieben Arten sind von West- bis Zentralafrika verbreitet. Die meisten Arten kommen im südwestlichen Kamerun (4 Arten) und westlichen Gabun (3 Arten) vor.[6]
- Heynea Roxb. ex Sims: Die nur zwei Arten kommen in Sikkim, im südlichen Indien, auf den Nicobaren, im südlichen China, in Indochina, auf der Malaiischen Halbinsel, auf Sumatra, Borneo und auf den Philippinen vor.[6]
- Humbertioturraea J.-F.Leroy: Die sechs bis elf Arten kommen nur in Madagaskar vor.[8]
- Khaya A.Juss.: Von den etwa acht Arten kommen sieben im tropischen Afrika und eine auf Madagaskar sowie den Komoren vor.[6]
- Leplaea Vermoesen: Sechs der sieben Arten waren in Guarea enthalten. Sie sind von West- bis Zentralafrika von Sierra Leone bis Uganda verbreitet.[6] Beispielsweise:
  - Leplaea thompsonii (Sprague & Hutch.) E.J.M.Koenen & J.J.de Wilde
- Lepidotrichilia (Harms) J.-F.Leroy: Von den drei oder vier Arten kommen drei (oder nur zwei) nur in Madagaskar[8] und eine in Ostafrika (von Äthiopien bis Malawi) vor.[6]
- Lovoa Harms: Von den zwei Arten kommt eine in Ostafrika und die andere in Westafrika vor.[6]
- Malleastrum (Baill.) J.-F.Leroy: Die etwa 23 Arten kommen in Madagaskar, auf den Komoren und auf Aldabra vor.[6]
- Melia L.: Die nur noch zwei Arten[7] kommen im tropischen Ostafrika und tropischen bis gemäßigten Asien von Indien über den Himalaya und in Australien sowie auf den Salomonen vor,[6] beispielsweise:
  - Zedrachbaum (Melia azedarach L.)
- Munronia Wight: Die etwa fünf Arten sind von Indien über Sri Lanka bis Timor verbreitet.[6]
- Naregamia Wight & Arn.: Von den wieder zwei Arten ist eine ein Endemit der indischen Western Ghats und die andere kommt nur in Angola vor.[6]
- Neobeguea J.-F.Leroy: Die etwa drei Arten kommen nur auf Madagaskar vor.[8][6]
- Neoguarea (Harms) E.J.M.Koenen & J.J. de Wilde: Sie enthält nur eine Art:
  - Neoguarea glomerulata (Harms) E.J.M.Koenen & J.J. de Wilde (Sie gehörte früher zu Guarea): Sie kommt in Zentralafrika in der Demokratischen Republik Kongo vor.[6]
- Nymania Lindb. (Syn.: Aitonia Thunb., Aytonia L. f. orth. var.): Sie enthält nur eine Art:[6]
  - Nymania capensis (Thunb.) Lindb.: Im Südlichen Afrika[6] gedeiht dieser große Strauch bis kleiner Baum im südlichen Namibia, im Richtersveld, Namaqualand, in der Ceres Tanqua Karoo, im Bushmanland, in der Worcester Robertson Karoo und in der Kleinen Karoo.[11]
- Owenia F.Muell.: Die etwa fünf Arten kommen nur in nördlichen Australien vor.[7][6]
  - Owenia acidula F.Muell.: Aus dem nördlichen bis östlichen und ganz westlichen Australien.
- Quivisianthe Baill.: Die nur zwei Arten kommen nur in Madagaskar vor.[6][8]
- Pseudocedrela Harms: Sie enthält nur eine Art:[6]
  - Pseudocedrela kotschyi (Schweinf.) Harms: Sie ist in Afrika von Senegal über Äthiopien bis Uganda verbreitet.[6]
- Pseudoclausena T.P.Clark: Sie enthält nur eine Art:
  - Pseudoclausena chrysogyne (Miq.) T.P.Clark: Sie kommt auf der Malaiischen Halbinsel, auf Sumatra, Borneo, auf den Philippinen, auf Sulawesi, auf den Molukken und im westlichen Neuguinea vor.[6][1]
- Ruagea H.Karst.: Die etwa sieben Arten gedeihen in Bergwäldern hauptsächlich in den Anden zwischen Guatemala und Peru.[6]
- Sandoricum Cav.: Alle fünf Arten kommen auf Borneo vor, drei davon nur dort, die anderen kommen auch in Thailand, auf der Malaiischen Halbinsel, auf Sumatra, auf den Philippinen sowie in Neuguinea vor.[6]
- Schmardaea H.Karst.: Sie enthält nur eine Art:[6]
  - Schmardaea microphylla (Hook.) H.Karst. ex Müll.Berol.: Sie gedeiht in den Anden im nordwestlichen Kolumbien, nordwestlichen Venezuela, nordwestlichen Peru und westlichen Ecuador in Höhenlagen von 1500 bis 3000 Metern.[6]
- Soymida A.Juss.: Sie enthält nur eine Art:[6]
  - Soymida febrifuga (Roxb.) A.Juss.: Sie ist in Indien und Sri Lanka verbreitet.[6]
- Sphaerosacme Wall. ex M.Roem.: Sie enthält nur eine Art:
  - Sphaerosacme decandra (Wall.) T.D.Penn.: Sie kommt im Himalaja vor.[9] Gehört vielleicht zu Aphanamixis.[6]
- Swietenia Jacq.: Die drei Arten kommen nur in der Neotropis vor.[6]
- Synoum A.Juss.: Sie enthält nur eine Art:[6]
  - Synoum glandulosum (Sm.) A.Juss.: Sie kommt nur an der östlichen Küste in Australien in Queensland und New South Wales vor.[7][6]
- Toona (Endl.) M.Roem.: Die vier bis fünf Arten kommen vom östlichen Pakistan bis China, in Südostasien, in Malesien, in New Britain und östlichen Australien vor.[6]
- Trichilia P.Browne (Syn.: Pterorhachis Harms, Pseudobersama Verdc.): Die etwa 107 Arten sind in der Neotropis (81 Arten), im tropischen Afrika (20 Arten) und Madagaskar (4 Arten) verbreitet.[6]
- Turraea L. (Syn.: Calodecaryia J.-F.Leroy, Calodryum Desv., Gilibertia J.F.Gmel., Ginnania M.Roem., Grevellina Baill., Humbertioturraea J.-F.Leroy, Nelanaregam Adans., Nurmonia Harms, Payeria Baill., Quivisia Cav., Rutea M.Roem., Scyphostigma M.Roem.): Die etwa 73 Arten kommen im tropischen Afrika, Madagaskar (etwa 19 Arten, 17 davon nur dort, etwa 16 Arten sind noch nicht beschrieben), Maskarenen (etwa 43 Arten) und Mauritius, auf Socotra, im Jemen (etwa 30 Arten) und Asien bis Australasien (nur eine Art) vor.[7][6]
- Turraeanthus Baill.: Die etwa drei Arten sind von West- bis Zentralafrika von Sierra Leone bis Angola und Uganda verbreitet[6], darunter:
  - Turraeanthus africanus (Welw. ex C.DC.) Pellegr. (Syn.: Guarea africana Welw. ex C.DC., Bingeria africana (Welw. ex C.DC.) A.Chev, Turraeanthus malchairi De Wild., Turraeanthus vignei Hutch. & Dalziel, Turraeanthus zenkeri Harms, Turraeanthus klainei Pierre ex De Wild.): Sie ist im tropischen Afrika verbreitet.[6]
- Vavaea Benth.: Von den etwa vier Arten ist eine auf den Philippinen von Sumatra bis auf westlichen pazifischen Inseln auf Tonga und auf Yap verbreitet. Zwei Arten kommen nur Papua-Neuguinea vor, und eine ist ein Endemit auf Fidschi.[6]
- Walsura Roxb.: Die etwa 16 Arten sind von Assam, über Sri Lanka und den Andamanen bis zur Vogelkop-Halbinsel in westlichen Neuguinea verbreitet. Das Zentrum der Artenvielfalt ist Borneo mit sieben Arten, sechs davon kommen nur dort vor.[6]
  - Walsura pinnata Hassk.: Südostasien und südlicheres China
- Xylocarpus J.Koenig: Die etwa drei Arten kommen im tropischen Ostafrika, tropischen Asien und auf den westlichen pazifischen Inseln vor.

## Nutzung
Zu den wichtigsten Vertretern gehören die Nutzhölzer amerikanisches Mahagoni (Swietenia macrophylla King), westindisches Mahagoni (Swietenia mahagoni (L.) Jacq.), die Westindische Zedrele (Cedrela odorata L.) und Andiroba (Carapa guianensis Aubl.). Der Handel mit amerikanischem Mahagoni ist durch das Washingtoner Artenschutzabkommen beschränkt. Die Einfuhr nach Deutschland bedarf der Genehmigung durch das Bundesamt für Naturschutz.
Die Holzart Khaya (Khaya spec.) wird als Afrikanisches Mahagoni bezeichnet. Auch Sipo (Entandrophragma utile), Kosipo (Entandrophragma candollei Harms), Sapeli (Entandrophragma cylindricum) und Tiama (Entandrophragma angolense) sind bekannte Nutzholzarten. Sie werden besonders für Furniere und im Instrumenten-, Fenster-, Flugmodell- und Bootsbau, aber auch beim Bau von Billardtischen eingesetzt.